# Variété Flora

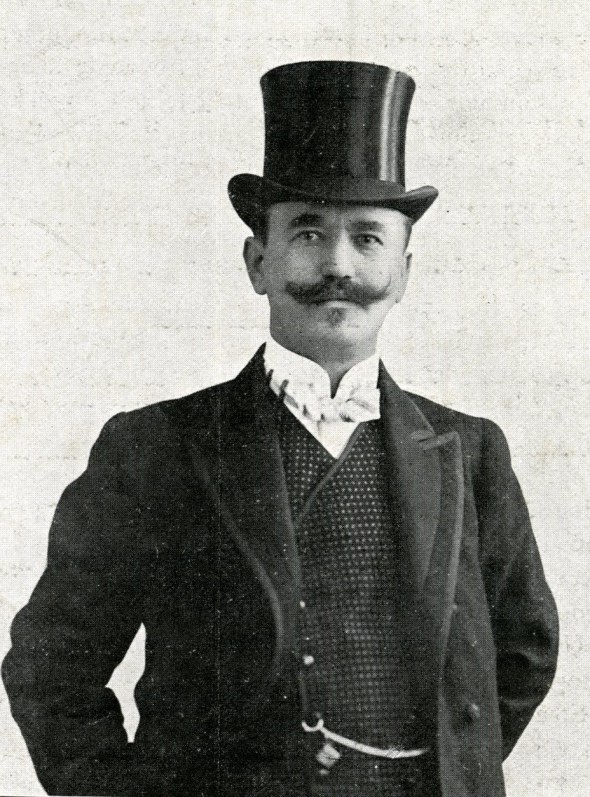
Franz Anton Nöggerath Sr. (1859–1908), Gründer des Variété Flora

Das Variété Flora war ein Varietétheater in Amsterdam, das 1892 vom deutschen Unternehmer und Filmpionier Franz Anton Nöggerath (1859–1908) errichtet wurde. Es befand sich an der Amstelstraat 26. Nach Zukäufen und Integration der Häuser 20, 22, 24, 26 und 28 standen schließlich mehr als 1.000 Sitzplätze zur Verfügung. Es war eines der ersten Theater in den Niederlanden, in dem Filme gezeigt wurden.

## Geschichte
Das Theater wurde in einem ehemaligen Pferdestall, über welchem sich eine Wohnung befand, eingerichtet. Diese Kutscherhäuser, wie auch Schmieden und Stellmachereien, waren frühe Bestandteile der Amstelstraat, welche als rückwärtiger Teil der Herengracht die wohlhabenden Villenbesitzer versorgte.
Zu Anfang war die Bühne war sehr klein, es gab keinen Vorhang und es passten nur 100 Zuschauer hinein. Drei Jahre später wurde das Theater auf die Nachbarhäuser 24 und 28 erweitert, sodass das Haus 1.000 Menschen fassen konnte. Der Einbau einer zweiten Galerie trug maßgeblich zu dem höheren Platzangebot bei.
Das von der Bevölkerung gut angenommene Theater trug anfänglich noch den Namen „Café Flora“ oder auch „Café Concert Flora“. Im Volksmund wurde das Haus verkürzt nur Flora genannt. Es zeigte Zirkusnummern, Revuen und Theatervorstellungen. Hier traten neben vielen anderen Louis und Heintje Davids auf. Weitere Aufmerksamkeit erhielt das Flora, als es als eines der ersten Theater der Niederlande Filme zeigte. So begann ab dem 25. Oktober 1896 die reisende Filmvorführerin Madame Olinka (mit dem neuen Projektor von Hermann O. Foersterling) Stummfilme in der Flora zu zeigen. Nöggerath zeigte u. a. auch Filme von Oskar Messter.
Auf den Geschmack gekommen ließ Nöggerath auf dem Dach des Theaters ein Filmstudio einrichten, das er für die Produktionen seiner frisch gegründeten Firma Filmfabriek F.A. Nöggerath nutzte. Dies alles verschaffte Nöggerath den Ruf eines Filmpioniers.

## Brand und Erweiterung
Am 29. August 1902 brannte das Flora aus; die Feuerwehr musste gegen den Brand 22 Schläuche einsetzen. Als Brandursache wurde ein überhitztes Töpfchen mit Wachs und Terpentin (zur Holzbodenpflege) ermittelt.
Nach der Neuerrichtung des Flora umfasste der Komplex neben dem Theater, nunmehr in der Amstelstraat 24–32a, einen Teil der Häuser 20–22 und am südlichen Ende des Komplexes das Haus Herengracht 607. Hier befanden sich die Theaterbüros, Filmstudios sowie die Wohnung der Familie Nöggerath.

## Nach dem Tode des Gründers
Nach dem Tod Franz Anton Nöggerath im Jahr 1908 übernahm sein gleichnamiger Sohn (1880–1940) die Geschäfte. Nach einigem Misserfolg, auch hervorgerufen durch die Konkurrenz neu entstandener Filmtheater, zwang ihn die Stadt Amsterdam den Regisseur und vormaligen Tänzer Luigi Difraën als Direktor des Flora einzusetzen. Jedoch währte dies nur wenige Jahre, bis mangels Erfolgen wirklich alle Mittel aufgebraucht waren; Nöggerath war schließlich genötigt 1928 alles versteigern zu lassen. So übernahm der Filmtheaterbetreiber Jean Desmet (1875–1956) das Flora. Als das Theater in der eisigen Nacht vom 11. auf den 12. Februar 1929 erneut abbrannte, plante Desmet gleich ein doppelt so großes Theater unter dem Namen „Flora Palace“. Es sollte klimatisierte 2.250 Sitzplätze haben, eine abgedeckte Eislaufbahn und einen großen Dachgarten mit Restaurant. Jedoch aufgrund schleppender Baugenehmigungen der Stadt Amsterdam und durch die Weltwirtschaftskrise zögernde Geldgeber, gab Desmet 1937 den Plan auf. Die Grundmauern des Hauses verblieben als abgesperrte Brache bis 1952 hier wieder ein Flora-Theater mit Kino errichtet wurde. 1980 wurde es aufgegeben und in die Diskotheken „Flora Palace“, 1986 „Be-Bop“ und 1989 in die seinerzeit namhafte Homosexuellen-Diskothek „iT Club“ umgewandelt (heute „Club AIR“ und ein Tanzmuseum Stand Januar 2024).

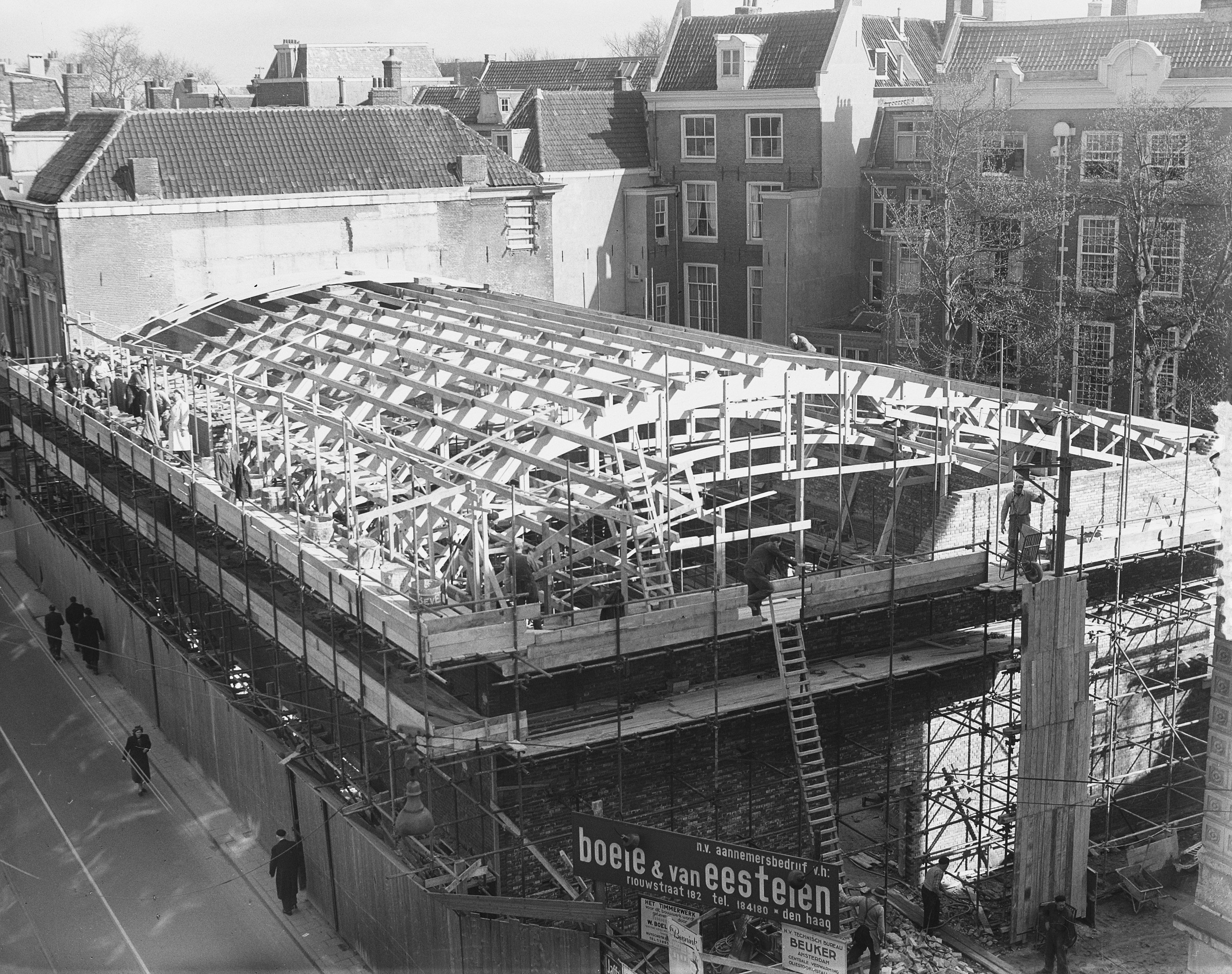
Anbau des Flora Theater, 1953